# Format subestàndard

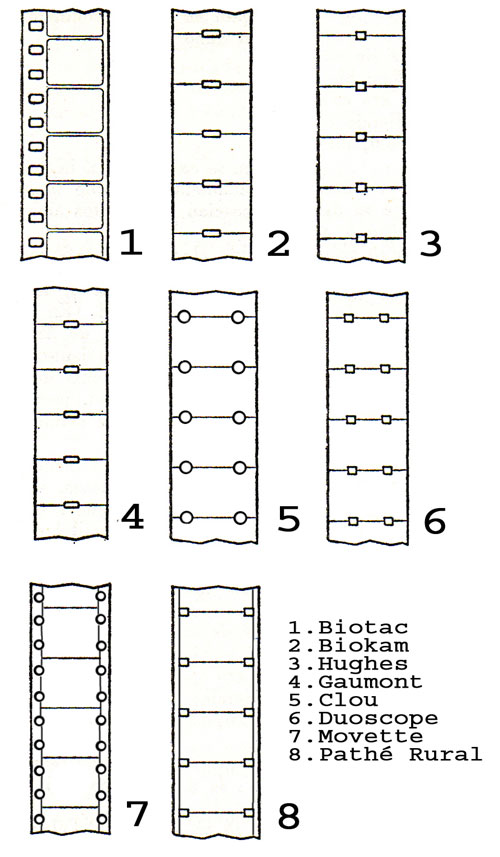
Formats de pel·lícula cinematogràfica de 17,5 mm

El format subestàndard és aquell que té un pas inferior a la pel·lícula de 35 mm, que és considerat com a pas estàndard per ser el d'ús professional des del naixement de la cinematografia a finals del segle xix. Des d'aquests inicis, van ser molts els formats que van néixer. Alguns van néixer per ser competència directa del format de 35 mm. I altres van aparèixer per tal de posar en mans del gran públic la possibilitat de realitzar filmacions. No s'ha de relacionar format subestàndard amb format per aficionats o format d'aficionat, ja que hi va haver càmeres de 35 mm pensades per a tal efecte. El que determina que un format o càmera sigui per a un ús domèstic o d'aficionat és que sigui de fàcil maneig.

## Pas i format
És important fer un aclariment de conceptes per a poder entendre la història que anem a descriure. La paraula "pas" és utilitzada per definir l'amplada de la pel·lícula cinematogràfica. I la paraula "format" s'usa per definir el tipus de pel·lícula cinematogràfica, singularitzada per: 1) un pas o ample de suport, 2) un tipus i nombre de perforacions per quadre d'imatge o fotograma i 3) un quadre d'imatge d'unes dimensions específiques.
Així doncs, sobre un suport transparent a base de triacetat de cel·lulosa o polièster d'una determinada amplada, es distribueix la imatge i les perforacions d'una manera específica que defineix el format. Un exemple del que s'ha dit és el pas de 8 mm per al qual van existir 3 formats diferents. Hi ha el Doble 8, el Format M i el super-8. El primer va néixer el 1932, el segon a principis dels '60 i el tercer el 1965. Cada un d'aquests formats té només una perforació per fotograma la grandària i distribució varien, la qual cosa permet unes dimensions del quadre d'imatge diferents.
A més de la perforació, amb el temps va aparèixer el cinema sonor, la qual cosa va retocar els formats existents. Doncs la incorporació d'una banda de so requeria un espai sobre el suport. I aquest espai va ser, en alguns casos, a costa de disminuir la mida de la imatge o fotograma.
La més important organització que regula i estandarditza els formats cinematogràfics és la Society of Motion Picture and Television Engineers (SMPTE), nascuda a Nova York el 1916, just al centre de la naixent indústria cinematogràfica americana.

## Història dels formats subestàndards
Birtac (17,5 mm) En de 1898 a Londres, Birte Acres obté la patent per un aparell al qual anomenarà Birtac. La càmera utilitza pel·lícula de 17,5 mm amb 2 perforacions en un sol costat. Aquest és el primer aparell que fa servir pel·lícula de petit format i que es va fer amb la finalitat de ser d'ús domèstic.
Biokam (17,5 mm)
El 1898, a Londres, els anglesos Alfred Wrench i Alfred Darling, van crear un format de 17,5 mm amb una perforació central. La càmera, la Biocam, servia per a la presa de vistes, com a tiradora de còpies i com a projector. La Warwick Trading Co de Londres fou l'encarregada de la manufactura.
Prestwich (13 mm) El 1899, a Anglaterra, John Alfred Prestwich proposa un equip amb una pel·lícula de 13 mm.
Hughes (17,5 mm)
El 1900, a Londres, Hughes llança una càmera que com Biokam, a la que anomena "la Petite". També servia per a la presa de vistes, com a tiradora de còpies i com a projector. La pel·lícula també era de 17,5 mm i tenia perforació central, encara que de diferent forma a la usada per la Biokam.
Mirographe (21 mm)
El 1900, a París, la Societé Reula & Godeau et Cie presenten una càmera anomenada Mirographe, que usava pel·lícula de 21 mm amb perforacions en forma d'osques a les vores: una per cada costat. La càmera servia al seu torn com a projector.
Cronos de Butxaca (15 mm)
El 1900, a París, Léon Gaumont presenta la Chrono de Poche, la qual deriva del "Cronophotographe" del 1893 de Georges Demeny. Aquest aparell cinematogràfic utilitzava una pel·lícula de 15 mm amb perforacions centrals. També servia per a la presa de vistes, com a tiradora de còpies i com a projector.
Vitak (11 mm)
El 1902, a USA, William Wardell fabrica un aparell que batejarà com a Vitak per pel·lícula d'11 mm amb perforació central.
Kino (17,5 mm)
A finals de 1902, a Dresden, Ernemann A. G. llança el seu Kino I. Una càmera que usava pel·lícula de 17,5 mm amb perforacions centrals i que, a més, feia les funcions de tiradora de còpies i de projector. El 1904, fabricà el Kino II. I el 1905, la companyia Ikonograph Commercial de Nova York fabricà un model millorat que permetia la marxa enrere. Aquest model va ser desenvolupat per E. J. Rector.
Kretschmer (17,5 mm)A Dresden, Kretschmer va crear una càmera semblant a la Kino amb pel·lícula semblant a la de Ernemann.
Ikonograph (17,5 mm)El 1905, la Ikonograph Commercial Co de Manhattan (Nova York) comercialitza el projector "Ikonograph", el qual fa servir una pel·lícula de 17,5 mm. El projector està dissenyat per E J. Rector.
Pathé Kok (28 mm)El 1912, Pathé Frères presenta un projector al que anomena Kok, que utilitza una pel·lícula de 28 mm amb 4 perforacions en un costat i 1 en el costat oposat. El 1913, la mateixa companyia, presenta als Estats Units una versió millorada la qual rebrà el nom "Pathéscope", així com una càmera.
Home Kinestoscope (22 mm)El 1912, Thomas Alva Edison presenta el seu Home Kinetoscope que utilitza una pel·lícula de 22 mm. Sobre aquesta pel·lícula es presenten tres tires d'imatges de 4 x 6 mm.
Duoscope (17,5 mm)El 1912, a Londres la companyia Duoscope Ltd presenta l'aparell Duoscope, que serveix tant per a la presa de vistes com per a la projecció. Utilitza una pel·lícula de 17,5 mm amb dues perforacions contigües centrals entre fotograma i fotograma.
Duplex (11 mm)Cap al 1915, G. J. Bradley presenta el seu aparell "Duplex", el qual fa servir una pel·lícula d'11 mm amb 2 perforacions rodones a cada costat.
Sinemat (17,5 mm)El 1915, la companyia a americana Sinemat Motion Picture Machine presenta un aparell cinematogràfic que utilitza pel·lícula de 17,5 mm amb perforacions en un sol costat. Aquest aparell serveix tant per a la presa de vistes com per a la projecció.
Safety Standard 28 mm Film (28 mm)El 1917, la companyia americana Victor Animatograph Co treu al mercat un aparell que funciona amb pel·lícula de 28 mm amb tres perforacions a cada costat.
Movette (17,5 mm)El 1917, la companyia Movette Corporation of Rochester (Nova York) presenta un aparell anomenat "Movette" que fa servir pel·lícula de 17,5 mm amb 4 perforacions per fotograma, 2 a cada costat.
Actograph (17,5 mm)El 1918, a Usa, la Wilart Instrument Co de Nova Rochelle (New York), fabrica una càmera per pel·lícula de 17,5 mm. La càmera se l'anomena "Actograph".
Clou (17,5 mm)El 1920, a Àustria, una companyia va fabricar un aparell cinematogràfic per pel·lícula de 17,5 mm. Aquesta pel·lícula tenia dos perforacions rodones contigües, situades entre fotograma i fotograma.
Coco (17,5 mm)El 1920, a Alemanya, la casa Linhof de Múnic fabrica un aparell cinematogràfic parell pel·lícula de 17,5 mm al que anomena "Coco".
Cinébloc (22 mm)El 1921, Ste Gallus presenta el projector Cinébloc que utilitza pel·lícula de 22 mm. Aquesta pel·lícula té la particularitat que és de celofana.
Pathé Baby (9,5 mm)Al Nadal del 1922, la societat Pathé Frères presenta un projector anomenat Pathé Baby que utilitza pel·lícula de 9,5 mm amb perforació central. Estava pensat per projectar les pel·lícules de la societat creadora en forma de reduccions. La pel·lícula anava en rotllos de 8,5 metres ficats en cartutxos. La càmera Tomavistas no va aparèixer fins al 1924.
16 mmEl juliol del 1923 a Nova York, la casa fotogràfica Eastman Kodak llança la pel·lícula de 16 mm d'amplada amb una perforació a cada costat. La primera càmera d'Eastman Kodak es diu "Ciné-Kodak A". Un mes abans que aquesta casa fotogràfica llancés la seva pel·lícula, ll fabricant americà Victor Animatograph Co va treure la seva càmera per a aquest format: "Victor Cinema Camera 16 mm". I al cap de poc la Bell & Howell va llançar la seva càmera per a 16 mm anomenada "Film" amb la novetat de tenir un motor de ressort a moll. El 1925, a Europa, la casa Nietzoldi Krämer de Múnic fabrica ia una càmera per al format: la "nitzar 16". I el 1928, s'uneix al format la casa alemanya fabricant de pel·lícula Agfa amb la seva càmera "Agfa Movex". Aquest format entra en competència amb el 9,5 mm de la Pathé i amb el temps serà el format d'ús semiprofessional.
Cinétype (17,5 mm) El 1925, a París, l'empresa Mollie posa a la venda el "Cinétip", un aparell cinematogràfic mixt que fa de càmera de Tomavistas i de projector. Aquest aparell utilitzava una pel·lícula de 17,5 mm amb perforacions en un sol costat.
Pathé Rural (17,5 mm) El 1926, la societat Pathé Frères presentar un nou format al qual va denominar com "Pathé Rural". La pel·lícula era de 17,5 mm amb una perforació a cada costat. El 1932, va aparèixer pel·lícula sonora. Per acomodar la pista de so en la pel·lícula, es van eliminar les perforacions d'un costat.
cinelux (24 mm)El 1924, a França, es van fabricar projectors de la casa cinelux per pel·lícula de celofana de 24 mm sense perforar.
Kemco Home Movie (16 mm)El 1930, als Estats Units d'Amèrica, la casa Kodel introdueix el seu sistema de cinema anomenat "Kemco Home Movie", que utilitza una pel·lícula de 16 mm sobre la qual hi ha 4 tires d'imatge. El sistema inclou tant la càmera per a la presa de vistes com el projector. La patent és de l'inventor Clarence Ogden.
Ciné-Kodak Eight (8 mm)
El 1932, a Nova York, la Eastman Kodak treu pel·lícula de 8 mm basada en el format de 16 mm a què dirà "Ciné-Kodak Eight". Es tractava d'afegir dues perforacions més a la pel·lícula de 16 mm: una a cada costat i intercalades. La càmera feia servir aquesta pel·lícula de 16 mm d'ample amb el doble de perforacions. La pel·lícula es presentava en bobines de 7,5 metres de llarg. I es passava per la càmera 2 vegades: primer s'exposava per una meitat i després per l'altra. En el laboratori es revelava la pel·lícula i es dividia longitudinalment. En format es va anomenar també Doble 8 per aquest motiu. Es va convertir en el format domèstic majoritari.
9,5 Dúplex (4,75 mm)
El 1955, a França, la companyia Pathé proposa el format 9,5 Dúplex partint del de 9,5 mm per tal d'oferir una pel·lícula amb vista panoràmica. Per això crea una pel·lícula amb una doble perforació central entre fotograma i fotograma. La pel·lícula s'ha d'exposar per ambdós costats com en el Doble 8. Un cop tallada la pel·lícula en dos, quedava una pel·lícula de 4,75 mm d'ample: el quadre era de 4,1 x 6,2 mm. La primera càmera va ser la "Pathé national III".
Emel Panoscope (16 mm)
El 1955, la casa parisenca Emel proposava un format panoràmic, el quadre d'imatge era ample com el de 16 mm, però alt com el de Doble 8. La càmera feia servir la pel·lícula de Doble 8, però en lloc d'exposar només la meitat, s'exposava tot l'ample de la pel·lícula. El quadre d'imatge era de 3,5 x 9,6 mm. La primera càmera va ser la "Emel Panoscope".
8 mm Panoràmic (8 mm)
El 1955, la casa francesa Dimaphot de París, fabricant d'aparells fotogràfics, presenta un format en 8 mm amb quadre apaïsat. Es filma amb una càmera de 16 mm, la finestreta d'exposició està retocada perquè només s'exposi la meitat de la pel·lícula. I es filma amb la càmera en horitzontal. Després de revelar la pel·lícula es divideix i s'uneixen els seus extrems. La imatge és de 5 x 7,5 mm. La primera càmera va ser la "Dimaphot 16/8 Panoramique", amb la qual es podia filmar tant en 16 mm com en 8 mm Panoràmic.
Cinema System 3 (3 mm)Format creat per Eric Brendt, fundador de la casa de càmeres cinematogràfiques Auricon, per a la Nasa. És el format de pas més estret conegut.
Súper 8 (8 mm)El 1965 a Nova York, la casa americana Eastman Kodak millora el format de Doble 8 i presenta el super 8, les perforacions són de menor mida. Aquest fet va permetre ampliar la superfície del fotograma sobre la pel·lícula de 8 mm d'ample. La pel·lícula venia presentada en cartutxos de 15 m. L'any següent, la Fuji Photo Film va presentar el format en un tipus diferent de cartutxos. A aquest sistema se li va dir "Single 8".
8,75 mm
El 1966, la fàbrica d'aparells fotogràfics de Nanjing es va posar a fabricar un projector per a un format cinematogràfic de 8 mm. Estem en els anys de la revolució cultural de Mao i la Xina és un país endarrerit. I per raons pràctiques es decideix que l'ample serà 8,75 mm, ja que és el resultant de dividir en 4 la pel·lícula de 35 mm. El que es busca és la distribució de films educatius i propagandístics.
Súper 16 mmEl 1970, el suec Rune Ericson proposà el format Súper 16 mm. La idea era utilitzar l'espai reservat a la banda de so, que, amb l'arribada del cinema sonor, s'havia disposat eliminant les perforacions d'un costat de la pel·lícula de 16 mm. D'aquesta manera es guanya més superfície per a la imatge. L'aspecte del fotograma passa de la relació 1.33 a 1.67. També es van proposar altres relacions com la d'1,89, que va rebre el nom de "Ultra 16" (vegeu article sobre el 16 mm).
Max 8, Super-Duper 8 (8 mm) El 2002, Mitch Perkins va proposar el Max 8 o Super-Duper 8, que no és més que un aprofitament major del format de super 8. D'aquesta manera l'aspecte del fotograma augmenta en una relació d'1,51. Per a això es modifica la finestreta de les càmeres de Súper 8 perquè la pel·lícula també sigui exposada sobre la superfície destinada a la pista de so.